# Limina
Limina település Olaszországban, Szicília régióban, Messina megyében. Lakosainak száma 729 fő (2023. január 1.). Limina Casalvecchio Siculo, Forza d’Agrò, Antillo, Roccafiorita és Mongiuffi Melia községekkel határos.

## Népesség
A település lakossága az elmúlt években az alábbi módon változott:
| Lakosok száma | 1006 | 834  | 809  | 729  |
|               | 2008 | 2017 | 2018 | 2023 |